# Принцип Коперника

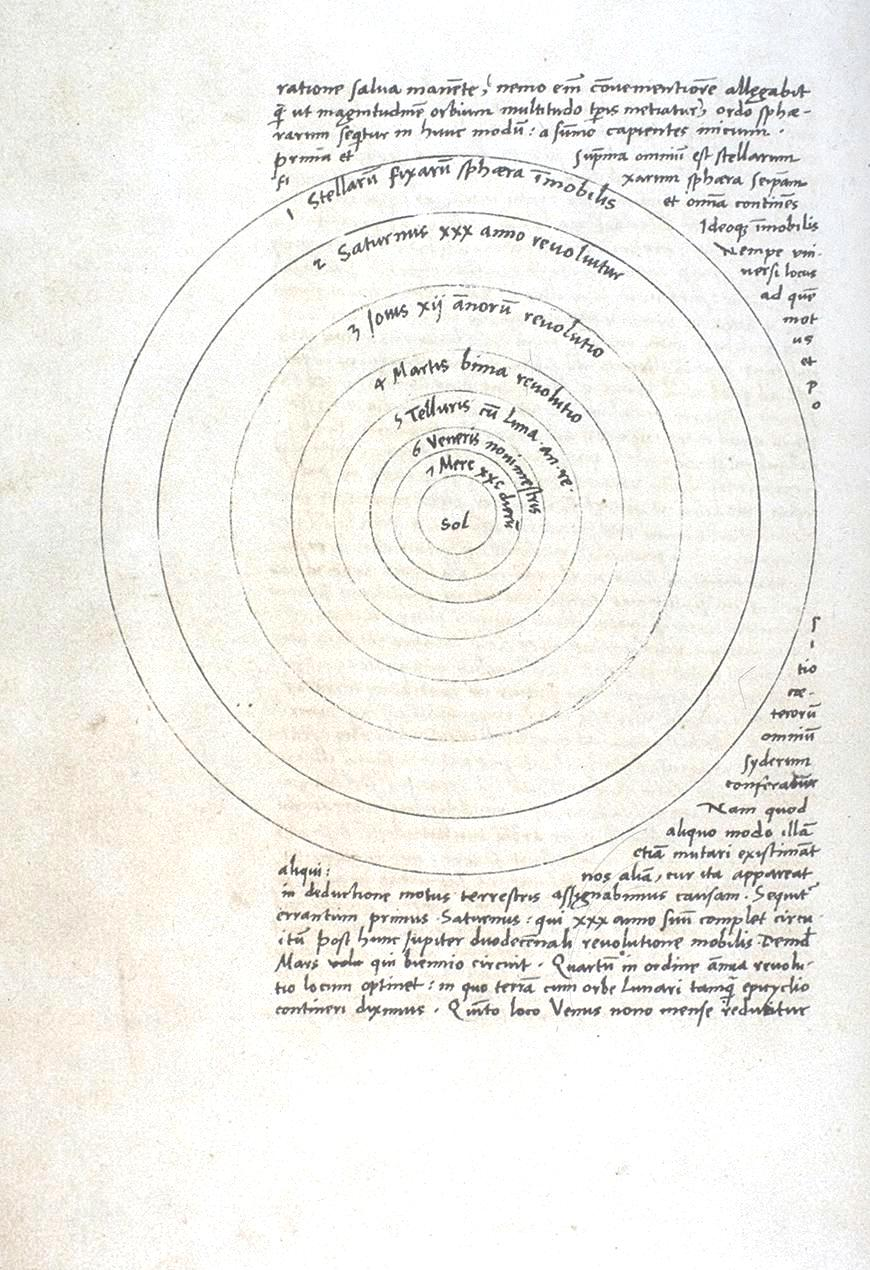
Сторінка з рукопису Коперника. Земля не є центром Сонячної системи

При́нцип Копе́рника (іноді також називається принципом пересічності або принципом посередності) — полягає в тому, що ні Земля, ні Сонце не займають якесь особливе становище у Всесвіті. Принцип бере свій початок зі зміни парадигми при переході від геоцентричної системи світу до геліоцентричної. Названий на честь відомого астронома Миколи Коперника.

## Основні відомості
Принцип Коперника формулюється по-різному, але, в цілому, зводиться до того, що Земля не є унікальною, й у Всесвіті має існувати деяка кількість планетних систем з аналогічними умовами, а отже, ніщо не повинно перешкоджати зародженню і розвитку життя й навіть розуму в інших місцях у Всесвіті. Принцип ґрунтується на тому, що, за сукупністю знань людства, можна стверджувати, що закони природи є універсальними й повсюдно діють однаково. Це означає, що є ненульова ймовірність того, що, крім Сонця і Землі, у Всесвіті існують інші планетні системи з ідентичними умовами, де б могло зародитися біологічне життя.
Критики цього принципу стверджують, що Земля не виділяється своїм просторовим розташуванням, однак, є унікальною. Вони посилаються на парадокс Фермі, а також на те, що на даний момент не виявлено свідоцтв існування розуму в межах досліджених ділянок Всесвіту. Так, деякі з критиків передбачають, що виникнення життя на Землі зобов'язане виключно унікальним умовам, наприклад, наявності на близькій і практично круговій орбіті природного супутника — Місяця. Крім того, висловлюється припущення, що рух Сонця в Галактиці відбувається за так званою коротаційною орбітою, що лежить у вузькому діапазоні галактоцентричних відстаней, де період обертання зірки практично збігається з періодом обертання рукавів Галактики, і, таким чином, Сонце не входить в області інтенсивного зореутворення.
Однак більшість вчених не знаходять вагомих доводів на користь унікальності Землі і, отже, погоджуються з принципом Коперника. До того ж нещодавні результати досліджень реліктового випромінювання, отримані за допомогою Південнополюсного телескопу, підтвердили відсутність на гігапарсекових масштабах порушення космологічного принципу, який є сучасним продовженням принципу Коперника й полягає в тому, що Всесвіт є ізотропним і однорідним (на великих масштабах). Підтвердження цього принципу на великих масштабах очікується досягти в найближчому майбутньому, коли в астрономів з'являться дані нових оглядів неба в мікрохвильовому діапазоні.
Антитезою принципу Коперника є гіпотеза виняткової Землі.